# Marie-Madeleine d'Aiguillon
Marie Madeleine de Vignerot, signora di Combalet, duchessa di Aiguillon (Glénay, 1604 – Parigi, 17 aprile 1675), è stata una nobildonna francese.

## Biografia
Marie-Madeleine era la figlia di René de Vignerot de Pontcourlay, e di sua moglie, Françoise du Plessis de Richelieu (sorella del cardinale Richelieu). Trascorse la sua infanzia al castello di Glénay fino alla morte della madre nel 1615 e fu poi allevata dalla nonna al castello di Richelieu.

## Matrimonio
Nel 1620 sposò Antoine de Beauvoir du Roure de Grimoard, signore di Bonnevaux e marchese de Combalet (?-1622), un nipote del duca di Luynes. Concepì una tale avversione per suo marito che, quando fu ucciso nel 1622 all'assedio di Montpellier, durante la prima delle ribellioni ugonotte  fece voto di non risposarsi e di farsi carmelitana.
Nel 1625, attraverso l'influenza di suo zio, venne nominata dama di compagnia di Maria de' Medici. Nel 1637 Pierre Corneille gli dedicò Le Cid. Dopo aver fallito in diversi progetti matrimoniali con le prime case di Francia, il cardinale acquistò il ducato d'Aiguillon per sua nipote nel 1638.

## Patrono della scienza e delle arti
Dopo la morte del cardinale, nel 1642, ereditò parte dei suoi beni tra gli altri, il Château de Rueil e il Pétit Luxembourg, mantenne i suoi onori e titoli, ma si ritirò dalla corte e si dedicò interamente ad opere di carità.
Suo pronipote Armand-Jean de Vignerot du Plessis fu governatore di Le Havre, ma, a causa della sua età, fu posto sotto la sua tutela dal 1629 al 1646, prima di succedergli.
La duchessa lavorò con San Vincenzo de' Paoli e lo aiutò a fondare l'Ospedale dei trovatelli Bicêtre. Ha anche preso parte alla riorganizzazione dell'Hôtel-Dieu de Paris e alla creazione di molti altri nelle province.
Sostenne attivamente la fondazione delle Missioni Estere di Parigi. Finanziò la fondazione dell'Hôtel-Dieu de Québec, il primo ospedale della Nuova Francia.
Ha sostenuto Marie Crous, una matematica che ha introdotto il sistema decimale in Francia con le sue ricerche pubblicate.

## Morte
Morì il 17 aprile 1675 a Parigi. La sua orazione funebre fu pronunciata da Jacques-Charles de Brisacier, nella Chapelle des Missions Etrangères a Parigi.